# 纳雄耐尔城 (加利福尼亚州)
纳雄耐尔城（英語：National City），是美国加利福尼亚州圣迭戈县下属的一座城市。建市于1887年9月17日，面积大约为7.28平方英里（18.9平方公里）。根据2010年美国人口普查，该市有人口58,582人。
該市曾出現於CW電視網電視劇《女超人》。